# NGC 888
NGC 888 (również PGC 8743) – galaktyka eliptyczna (E1/P), znajdująca się w gwiazdozbiorze Zegara. Odkrył ją John Herschel 6 października 1834 roku.